# FC Verden 04
Der FC Verden 04 ist ein Fußballverein aus Verden (Aller) in Niedersachsen. Die erste Mannschaft der Männer stieg im Jahre 2024 in die Oberliga Niedersachsen auf.

## Geschichte

### TSV Verden
Der TSV Verden wurde im Jahre 1945 als Zusammenschluss aller Verdener Sportvereine gegründet. Die Fußballer spielten insgesamt elf Jahre lang in der höchsten niedersächsischen Amateurliga. In den Jahren 1987 und 1988 gewannen die TSV-Fußballer jeweils den Niedersachsenpokal und qualifizierten sich damit für den DFB-Pokal. In der Saison 1987/88 verlor die Mannschaft das Erstrundenspiel gegen Werder Bremen mit 0:4, ein Jahr später gab es gegen Rot-Weiss Essen eine 1:2-Niederlage. Im Jahre 2004 musste der TSV Verden aufgrund der „nicht sanierungsfähigen Finanzlage“ Insolvenz anmelden.

### FC Verden 04
Als Nachfolger der Fußballabteilung wurde im Juli 2004 der FC Verden 04 gegründet. Die erste Mannschaft wurde in die 1. Kreisklasse Verden eingruppiert und gewann gleich in der ersten Saison die Meisterschaft und den Kreispokal. Im Jahre 2008 gelang der Aufstieg in die Bezirksliga, dem vier Jahre später der Aufstieg in die Landesliga Lüneburg folgte. Zwar mussten die Verdener direkt wieder absteigen, jedoch gelang schon im Jahre 2015 der erneute Aufstieg in die Landesliga. Dieses Mal hielt sich der Verein zwei Jahre in der Spielklasse, ehe es wieder runter in die Bezirksliga ging. 2018 gelang der direkte Wiederaufstieg und die Verdener konnten sich dieses Mal in der Landesliga etablieren. 
Nach drei Jahren in Mittelfeld der Liga wurde die von Frank Neubarth trainierte Mannschaft in den Jahren 2022 und 2023 Vizemeister hinter den SV Ahlerstedt/Ottendorf bzw. Blau-Weiß Bornreihe. In der Saison 2023/24 gelang dann schließlich der Aufstieg in die Oberliga Niedersachsen. In der folgenden Saison 2024/25 sicherten sich die Verdener den Klassenerhalt dank der besseren Tordifferenz gegenüber dem SSV Vorsfelde.

## Stadion
Der FC Verden 04 trägt seine Heimspiele in der Sportanlage am Hubertushain aus. Das Stadion wurde im Jahre 1951 eröffnet und bietet Platz für 2000 Zuschauer. Es ist ein reines Fußballstadion, wo auf Naturrasen gespielt wird. 

## Erfolge
- Aufstieg in die Oberliga Niedersachsen: 2024
- Aufstieg in die Landesliga Lüneburg: 2012, 2015, 2018

## Persönlichkeiten
- Marcel Costly
- Rafael Czichos
- Philipp Eggersglüß
- Deniz Kadah
- Frank Neubarth
- Jonathan Schmude